# Lingua daca
La lingua daca o daco, chiamata anche lingua dacica o erroneamente lingua dacia, è una lingua indoeuropea parlata dall'antico popolo dei Daci. È stato spesso considerato come appartenente allo stesso ramo indoeuropeo della lingua tracica. Molte delle caratteristiche del daco sono sconosciute e in discussione, dato che poche sono le testimonianze scritte in daco. Ciò che si sa di questa lingua ci viene da:
- toponimi, idronimi, nomi propri (inclusi nomi di re) e i nomi di circa cinquanta piante scritti in testi greci e romani.
- le parole di substrato contenute nell'attuale lingua rumena, che è parlata in quasi tutti i luoghi in cui vissero i daci: ci sono circa 400 parole di origine incerta (come brânza "formaggio", balaur "drago", ecc.), alcune delle quali hanno dei corrispettivi in lingua albanese. Queste parole potrebbero essere relitti di lingua dacica rimasti nel romeno, oppure prestiti dall'albanese.
- iscrizioni in daco; Decebalus Per Scorilo è la più lunga iscrizione nota. Il poeta romano Publio Ovidio Nasone imparò la lingua daca dopo essere stato esiliato a Tomis (odierna Constanța) in Dacia. Egli compose poesie in quella lingua, ma non si sono conservate.

## Distribuzione geografica
Il Daco era una delle maggiori lingue dell'Europa sud-orientale, estendendosi dall'attuale Ungheria orientale alle coste del Mar Nero. In base ai ritrovamenti archeologici, le origini della cultura dacia sembrano essere in Romania

### Toponimi
Le città dei Daci erano chiamate dava, daua, deva, deba o daba. Alcune di queste furono:
- In Dacia: Acidava, Argedava, Burridava, Dokidava, Carsidava, Clepidava, Cumidava, Marcodava, Netindava, Patridava, Pelendava, Perburidava, Petrodaua, Piroboridaua, Rhamidaua, Rusidava, Sacidava, Sangidava, Setidava, Singidava, Tamasidava, Utidava, Zargidava, Ziridava, Sucidava.
- In Mesia Inferiore (l'attuale Bulgaria settentrionale) e in Scizia Minore (l'attuale Dobrugia): Aedeba, Buteridava, Giridava, Dausadava, Kapidaua, Murideba, Sacidava, Scaidava, Sagadava, Sukidaua.
- In Mesia Superiore (le attuali regioni di Niš, Sofia e in parte Kjustendil): Aiadaba, Bregedaba, Danedebai, Desudaba, Itadeba, Kuimedaba, Zisnudeba.

A queste bisogna aggiungere:
- Gil-doba, un villaggio in Tracia la cui locazione è sconosciuta;
- Thermi-daua, un paese in Dalmazia, forse forma grecizzata di "Germidava";
- Pulpu-deva, Filippopoli in Bulgaria.

## Cambiamenti fonetici dal proto-indoeuropeo
Le consonanti sonore aspirate *bh- e *dh- in proto-indoeuropeo (PIE) diventano sonore: b, d (Daco -dava<PIE *dhe-, "porre, sistemare", ecc.). PIE *b- rimane b (Daco -balus; kinuboila<-uboila<PIE *abel-, ecc.), e *d rimane d- (Daco Decebalus ecc.).
Una corrispondenza trovata fra daco e tracio è una variazione di vocale, a (Daco)/e (Tracio). Cfr. Daco Zalm- (<Zalmoxis), Tracio zelmis (<PIE *kel-, "coprire"), "pelle, cuoio"; Daco Zald- (<Zaldapa), Tracio zeltas (<PIE *ghel-, "splendere"); Daco ricostruito *barz- (<Rumeno barza, "cicogna"), Tracio Berz- (<Berzobis, Berzana; PIE *bher?g-, "bianco"); v. Olteanu et al. Questa è una delle numerose evidenze a favore dell'esistenza di un ramo daco-tracio dell'indoeuropeo, un raggruppamento contestato da altri linguisti come, ad esempio, Francisco Villar.

## Affiliazione
Negli anni Cinquanta il linguista bulgaro Vladimir Georgiev pubblicò un suo lavoro nel quale dimostrava che la fonologia del daco è vicina alla fonologia dell'albanese, contribuendo così all'ipotesi che il daco fosse nello stesso ramo linguistico dell'albanese, ramo denominato daco-moesio (o daco-misio), dove il moesio (o misio) sarebbe stato un dialetto di transizione fra il daco e il tracio. Ci sono delle relazioni tra il daco-tracio e l'albanese che potrebbero essere evidenze di una affinità linguistica daco-traco-albanese, e molte parole di substrato nel rumeno hanno dei corrispettivi in albanese.
Il linguista Harvey E. Mayer ha ipotizzato che il daco sia una lingua baltica meridionale. Ci sono alcune corrispondenze tra il daco e le lingue baltiche, compreso il nome daco per una cucurbita selvatica, ricordata da Dioscoride Anazarbeo come kinuboila. Questa ha una diretta corrispondenza con il lituano šunobuolas, che indica una cucurbita selvatica e che alla lettera significa "mela canina" (cioè "mela selvatica").
Le lingue baltiche, le lingue slave e l'albanese potrebbero derivare tutte da un ramo comune che si sarebbe separato dal proto-indoeuropeo, e sia il daco che il tracio potrebbero aver fatto parte di questo gruppo. Il tracologo Sorin Olteanu però ipotizza che il daco-tracio sia stato in origine una lingua centum, parte di un ramo greco-macedone; ma che poi il daco-tracio abbia subìto l'influenza balto-slava, causando col tempo un cambiamento della lingua da centum a satem.
Il daco e il traco sono così poveramente attestate, che teorie così distanti sull'affinità di queste lingue non sono ancora prese in considerazione.

## Estinzione

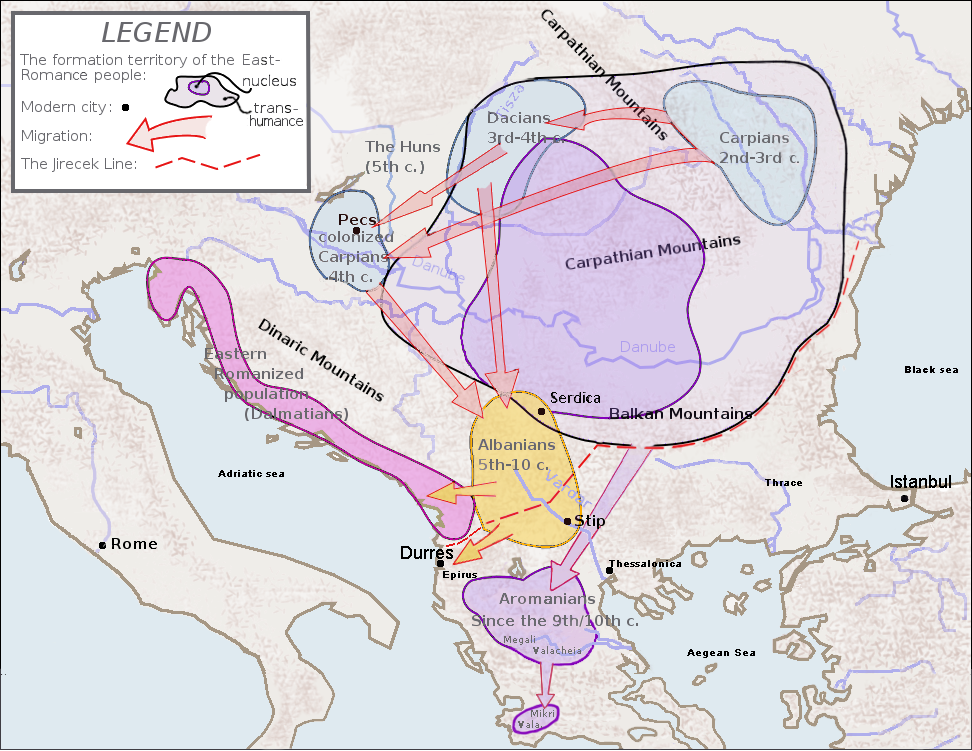
L'ipotetico scenario secondo il quale gli Albanesi sarebbero stati una diramazione dei Daci.

Non è chiaro quando esattamente il Daco si sia estinto, o se abbia avuto un discendente ancora vivo. L'iniziale conquista romana non pose fine al Daco, dato che tribù daciche ancora libere, come i Carpi probabilmente continuarono a parlare Daco nel IV secolo in Moldavia e regioni limitrofe. Dal V o VI secolo, il Daco probabilmente era del tutto estinto, oppure, secondo un altro punto di vista, una sua diramazione è proseguita nell'odierna lingua albanese (Rosetti, et al.).

## Il Daco come substrato del Proto-Rumeno

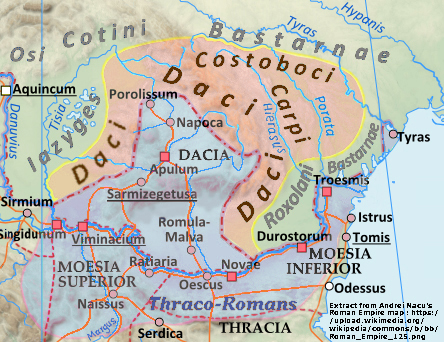
In blu le terre conquistate dall'Impero Romano o, comunque, sotto la sua influenza, mentre in rosso l'area popolata da Daci liberi

Il Daco avrebbe formato il substrato del proto-rumeno, che si sviluppò dal Latino volgare parlato nei Balcani a nord della Linea Jireček che divide sommariamente l'influenza del Latino dall'influenza del Greco.
Se il Daco formi in effetti il substrato del Proto-Rumano è ancora in discussione, anche se questa teoria non è in relazione con la romanizzazione della Dacia, dato che il Daco era parlato anche in Moesia, come anche a sud e a nord Dardania. Circa 300 parole nelle lingue romanze balcaniche (Romeno, Aromeno, Meglenoromeno, Istroromeno) potrebbero derivare dal Daco, dato che molte di queste mostrano un carattere satem, come uno si aspetterebbe in parole Daco-Trace.